# Rosario Challenger 2025 - Doppio
Il doppio del torneo di tennis professionistico Rosario Challenger 2025, facente parte della categoria Challenger 125 nell'ambito dell'ATP Challenger Tour 2025, si è giocato dal 3 al 9 febbraio a Rosario, in Argentina. Questa è stata la prima edizione del torneo.
In finale Marcelo Demoliner e Fernando Romboli hanno sconfitto Guido Andreozzi e Théo Arribagé con il punteggio di 7–5, 6–3.

## Teste di serie
1. Guido Andreozzi /  Théo Arribagé (finale)
2. Diego Hidalgo /  Orlando Luz (quarti di finale)

1. Marcelo Demoliner /  Fernando Romboli (campioni)
2. Boris Arias /  Federico Zeballos (semifinale)

## Wildcard
1. Guillermo Durán /  Renzo Olivo (quarti di finale)

1. Valerio Aboian /  Luciano Emanuel Ambrogi (primo turno)

## Alternate
1. Murkel Dellien /  Facundo Mena (primo turno, ritirati)
2. Dmitrij Popko /  Nikolás Sánchez Izquierdo (quarti di finale, ritirati)

1. Hernán Casanova /  Santiago Fa Rodríguez Taverna (primo turno)

## Tabellone

### Legenda
| - Q = Qualificato - WC = Wild card - LL = Lucky loser | - ALT = Alternate - SE = Special Exempt - PR = Protected Ranking | - w/o = Walkover - r = Ritirato - d = Squalificato |

|  | Primo turno | Primo turno                    | Primo turno                    | Primo turno                 | Primo turno |  |  | Quarti di finale | Quarti di finale            | Quarti di finale            | Quarti di finale            | Quarti di finale       |   |   | Semifinali | Semifinali                    | Semifinali                    | Semifinali                         | Semifinali                         |   |   | Finale | Finale | Finale | Finale | Finale |  |
|  |             |                                |                                |                             |             |  |  |                  |                             |                             |                             |                        |   |   |            |                               |                               |                                    |                                    |   |   |        |        |        |        |        |  |
|  | 1           | G Andreozzi T Arribagé         | G Andreozzi T Arribagé         | G Andreozzi T Arribagé      | w/o         |  |  |                  |                             |                             |                             |                        |   |   |            |                               |                               |                                    |                                    |   |   |        |        |        |        |        |  |
|  |             | F Coria H Dellien              | F Coria H Dellien              | F Coria H Dellien           |             |  |  | 1                | G Andreozzi T Arribagé      | 6                           | 5                           | [15]                   |   |   |            |                               |                               |                                    |                                    |   |   |        |        |        |        |        |  |
|  | WC          | G Durán R Olivo                | G Durán R Olivo                | 6                           | 6           |  |  | WC               | G Durán R Olivo             | 3                           | 7                           | [13]                   |   |   |            |                               |                               |                                    |                                    |   |   |        |        |        |        |        |  |
|  |             | M Alves F Meligeni Alves       | M Alves F Meligeni Alves       | 2                           | 2           |  |  |                  |                             |                             |                             |                        |   |   | 1          | G Andreozzi T Arribagé        | G Andreozzi T Arribagé        | 7                                  | 6                                  |   |   |        |        |        |        |        |  |
|  | 4           | B Arias F Zeballos             | B Arias F Zeballos             | 6                           | 7           |  |  |                  |                             | 4                           | B Arias F Zeballos          | B Arias F Zeballos     | 5 | 4 |            |                               |                               |                                    |                                    |   |   |        |        |        |        |        |  |
|  |             | L Britto M Zormann             | L Britto M Zormann             | 2                           | 5           |  |  | 4                | B Arias F Zeballos          | B Arias F Zeballos          | 6                           | 6                      |   |   |            |                               |                               |                                    |                                    |   |   |        |        |        |        |        |  |
|  |             | RA Burruchaga A Pellegrino     | RA Burruchaga A Pellegrino     | RA Burruchaga A Pellegrino  |             |  |  |                  | D Džumhur E Nava            | D Džumhur E Nava            | 2                           | 4                      |   |   |            |                               |                               |                                    |                                    |   |   |        |        |        |        |        |  |
|  |             | D Džumhur E Nava               | D Džumhur E Nava               | D Džumhur E Nava            | w/o         |  |  |                  |                             |                             |                             |                        |   |   | 1          | Guido Andreozzi Théo Arribagé | Guido Andreozzi Théo Arribagé | 5                                  | 3                                  |   |   |        |        |        |        |        |  |
|  | Alt         | D Popko N Sánchez Izquierdo    | D Popko N Sánchez Izquierdo    | D Popko N Sánchez Izquierdo | w/o         |  |  |                  |                             |                             |                             |                        |   |   |            |                               | 3                             | Marcelo Demoliner Fernando Romboli | Marcelo Demoliner Fernando Romboli | 7 | 6 |        |        |        |        |        |  |
|  |             | A Collarini C Ugo Carabelli    | A Collarini C Ugo Carabelli    | A Collarini C Ugo Carabelli |             |  |  | Alt              | D Popko N Sánchez Izquierdo | D Popko N Sánchez Izquierdo | D Popko N Sánchez Izquierdo |                        |   |   |            |                               |                               |                                    |                                    |   |   |        |        |        |        |        |  |
|  | WC          | V Aboian LE Ambrogi            | 7                              | 4                           | [4]         |  |  | 3                | M Demoliner F Romboli       | M Demoliner F Romboli       | M Demoliner F Romboli       | w/o                    |   |   |            |                               |                               |                                    |                                    |   |   |        |        |        |        |        |  |
|  | 3           | M Demoliner F Romboli          | 64                             | 6                           | [10]        |  |  |                  |                             |                             |                             |                        |   |   | 3          | M Demoliner F Romboli         | M Demoliner F Romboli         | 6                                  | 6                                  |   |   |        |        |        |        |        |  |
|  |             | M Kestelboim D Vallejo         | M Kestelboim D Vallejo         | 6                           | 6           |  |  |                  |                             |                             | M Kestelboim D Vallejo      | M Kestelboim D Vallejo | 3 | 4 |            |                               |                               |                                    |                                    |   |   |        |        |        |        |        |  |
|  | Alt         | H Casanova S Rodríguez Taverna | H Casanova S Rodríguez Taverna | 2                           | 4           |  |  |                  | M Kestelboim D Vallejo      | 6                           | 4                           | [10]                   |   |   |            |                               |                               |                                    |                                    |   |   |        |        |        |        |        |  |
|  | Alt         | M Dellien F Mena               | M Dellien F Mena               | M Dellien F Mena            |             |  |  | 2                | D Hidalgo O Luz             | 3                           | 6                           | [7]                    |   |   |            |                               |                               |                                    |                                    |   |   |        |        |        |        |        |  |
|  | 2           | D Hidalgo O Luz                | D Hidalgo O Luz                | D Hidalgo O Luz             | w/o         |  |  |                  |                             |                             |                             |                        |   |   |            |                               |                               |                                    |                                    |   |   |        |        |        |        |        |  |